# Gällivare
Gällivare (severosámsky Jiellevárri nebo severosámsky Váhčir, finsky Jällivaara, tornedalskou finštinou Jellivaara) je lokalita a sídlo okresu v provincii Norrbotten s počtem obyvatel 8449 (2010). Město bylo založeno v 17. století. Spolu se sousedními městy Malmberget a Koskullskulle tvoří město souměstí s počtem obyvatel přibližně 15 000. Tato souměstí je po Kiruně druhá nejsevernější významná městská oblastí ve Švédsku.
Gällivare se nachází přibližně 100 kilometrů na sever od severního polárního kruhu, v nejdůležitější oblasti těžby železné rudy ve Švédsku, na železniční trati Malmbanan a zároveň na konci železniční tratě Inlandsbanan.
Nedaleko Gällivare se nachází lyžařské středisko Dundret, které je vybaveno šesti vleky, konferenčním centrem, hotelem a dalšími deseti upravovanými svahy. Zimní sezóna zde trvá od konce října do začátku května.
Město bylo v roce 2008 hostitelem VIVA World Cup.